# 暢亨
暢亨（1448年—？），字文通，山西平阳府蒲州河津县人。軍籍。明朝官員、同進士出身。

## 生平
早年出身國子生，进山西鄉試第十六名。成化十四年（1478年）戊戌科會試第一百五十一名，殿試登進士第三甲第二十五名，授長垣知縣，歷升監察御史，巡按浙江。弘治元年（1488年），請求罷免溫、處銀課徵稅，并罷免鎮守中官張慶等。後因彈劾張慶、僉事鄒滂，而被逮捕，貶為涇陽知縣。

## 家族
曾祖父暢彥成。祖父暢仕英。父亲暢敬先。母楊氏。具慶下。弟茂。娶武氏。